# Vuelta al Táchira 2006
La 41ª edición de la Vuelta al Táchira se disputó desde el 07 hasta el 20 de enero de 2006.
Perteneció al UCI America Tour 2005-2006, siendo la cuarta competición del calendario ciclista internacional americano. El recorrido contó con 14 etapas y 1921 km, transitando por los estados Falcón, Zulia, Trujillo, Mérida y Táchira.
El ganador fue el venezolano Manuel Medina del equipo Gobernación del Zulia - Alcaldía de Cabimas, quien fue escoltado en el podio por José Serpa y Hernán Buenahora.
Las clasificaciones secundarias fueron; Manuel Medina ganó la clasificación por puntos, Manuel Medina la montaña, el sub-23 para Jackson Rodríguez y la clasificación por equipos la ganó Gobernación del Zulia - Alcaldía de Cabimas.

## Equipos participantes
Participaron 18 equipos conformados por entre 6 y 8 corredores, de los cuales doce fueron venezolanos y seis extranjeros con equipos de Colombia, Rusia, Cuba y México. Iniciaron la carrera 106 ciclistas de los que finalizaron 72.
| - Lotería del Táchira - Kino Táchira - Gobernación del Zulia - Alcaldía de Cabimas - Gobernación del Zulia - Alcaldía de Cabimas B - Gobernación del Zulia - Alcaldía de Cabimas C - Triple Gordo - Gobernación de Lara - Triple Gordo - Gobernación de Lara B - Expresos Occidente - Seguros Caracas - Alcaldía de Cárdenas - Gobernación de Falcón - Expresos Occidente - Alcaldía de Páez - Gobernación de Mérida - Alcaldía de Alberto Adriani | - Colombia-Selle Italia - Gobierno de Norte de Santander - Retromaquina - Bono de Ciclismo - Selección Nacional de Colombia - Selección Nacional de Rusia - Selección Nacional de Cuba - Tecos de la Universidad Autónoma de Guadalajara |

## Etapas
| Etapa | Fecha       | Recorrido                        | Km.   | Ganador           | Líder           |
| 1.ª   | 7 de enero  | Circuito en Coro                 | 133   | Jesús Pérez       | Jesús Pérez     |
| 2.ª   | 8 de enero  | Dabajuro - Maracaibo             | 140,1 | Jesús Pérez       | Jesús Pérez     |
| 3.ª   | 9 de enero  | Cabimas - Valera                 | 184   | Franklin Chacón   | Franklin Chacón |
| 4.ª   | 10 de enero | El Dividive - El Vigía           | 162,5 | Alberto Loddo     | Franklin Chacón |
| 5.ª   | 11 de enero | Mérida - La Azulita              | 123,6 | Manuel Medina     | Manuel Medina   |
| 6.ª   | 12 de enero | El Vigía - Bailadores            | 121,7 | Hernán Buenahora  | Manuel Medina   |
| 7.ª   | 13 de enero | Santa Cruz de Mora - La Grita    | 171,4 | José Serpa        | Manuel Medina   |
| 8.ª   | 14 de enero | El Cobre - Cerro El Cristo       | 152,2 | Juan Mora         | Manuel Medina   |
| 9.ª   | 15 de enero | Circuito en San Cristóbal        | 115,2 | César Salazar     | Manuel Medina   |
| 10.ª  | 16 de enero | San Josecito - Pregonero         | 127,8 | José Serpa        | Manuel Medina   |
| 11.ª  | 17 de enero | Pregonero - Santa Ana            | 143   | Jackson Rodríguez | Manuel Medina   |
| 12.ª  | 18 de enero | Cordero - San Rafael del Piñal   | 187   | Juan Murillo      | Manuel Medina   |
| 13.ª  | 19 de enero | San Rafael del Piñal - Queniquea | 128,8 | Manuel Medina     | Manuel Medina   |
| 14.ª  | 20 de enero | CRI en San Cristóbal             | 31    | José Serpa        | Manuel Medina   |

## Clasificaciones

### Clasificación general
| Posición | Ciclista           | Equipo                                                 | Tiempo     |
|          | Manuel Medina      | Gobernación del Zulia - Alcaldía de Cabimas            | 50:30:41   |
| 2.º      | José Serpa         | Gobernación del Zulia - Alcaldía de Cabimas C          | + 00:01:27 |
| 3.º      | Hernán Buenahora   | Gobernación del Zulia - Alcaldía de Cabimas            | + 00:02:41 |
| 4.º      | Francisco Colorado | Expresos Occidente - Alcaldía de Páez                  | + 00:06:58 |
| 5.º      | José Castelblanco  | Gobernación del Zulia - Alcaldía de Cabimas B          | + 00:09:14 |
| 6.º      | Walter Pedraza     | Colombia-Selle Italia - Gobierno de Norte de Santander | + 00:10:46 |
| 7.º      | Jackson Rodríguez  | Kino Táchira                                           | + 00:12:45 |
| 8.º      | César Salazar      | Lotería del Táchira                                    | + 00:14:44 |
| 9.º      | Carlos Maya        | Gobernación del Zulia - Alcaldía de Cabimas            | + 00:15:04 |
| 10.º     | Jorge Duarte       | Triple Gordo - Gobernación de Lara B                   | + 00:16:06 |

### Clasificación por puntos
| Posición | Ciclista      | Equipo                                      | Puntos       |
|          | Manuel Medina | Gobernación del Zulia - Alcaldía de Cabimas | Bandera de ? |
| 2°       | Bandera de ?  | Bandera de ?                                | Bandera de ? |
| 3°       | Bandera de ?  | Bandera de ?                                | Bandera de ? |

### Clasificación de la montaña
| Posición | Ciclista      | Equipo                                      | Puntos       |
|          | Manuel Medina | Gobernación del Zulia - Alcaldía de Cabimas | Bandera de ? |
| 2°       | Bandera de ?  | Bandera de ?                                | Bandera de ? |
| 3°       | Bandera de ?  | Bandera de ?                                | Bandera de ? |

### Clasificación de los sprints
| Posición | Ciclista     | Equipo       | Puntos       |
|          | Bandera de ? | Bandera de ? | Bandera de ? |
| 2°       | Bandera de ? | Bandera de ? | Bandera de ? |
| 3°       | Bandera de ? | Bandera de ? | Bandera de ? |

### Clasificación sub-23
| Posición | Ciclista          | Equipo       | Tiempo       |
|          | Jackson Rodríguez | Kino Táchira | 50:43:26     |
| 2°       | Bandera de ?      | Bandera de ? | Bandera de ? |
| 3°       | Bandera de ?      | Bandera de ? | Bandera de ? |

### Clasificación por equipos
| Posición | Equipo                                      | Tiempo       |
|          | Gobernación del Zulia - Alcaldía de Cabimas | Bandera de ? |
| 2°       | Lotería del Táchira                         | Bandera de ? |
| 3°       | Triple Gordo - Gobernación de Lara          | Bandera de ? |